# Festival de Viña del Mar 2012
Le Festival de Viña del Mar 2012 est la 53e édition annuelle du Festival international de la chanson de Viña del Mar.

## Développement

### 1renuit
- Date: 22 février 2012

Artistes
- Diego Torres
- Luis Miguel

### 2enuit
- Date: 23 février 2012

Artistes
- Camila (en)
- Dinamita Show (Humour)
- Marc Anthony

### 3enuit
- Date: 24 février 2012

Artistes
- Daniel Muñoz (en)
- Salvatore Adamo
- Morrissey

### 4enuit
- Date: 25 février 2012

Artistes
- Los Bunkers
- Zip-Zup (Humour)
- Manuel García
- Garras de amor
- Ráfaga

### 5enuit
- Date: 26 février 2012

Artistes
- Luis Fonsi
- Rosana
- Prince Royce

### 6enuit
- Date: 27 février 2012

Artistes
- Bombo Fica (Humour)
- Juan Luis Guerra
- José Luis Perales

## Concours

### Jury
- José Luis Perales
- Leo Caprile
- Manuel García
- Rosana
- Francisca García-Huidobro
- Daniel Muñoz (en)
- Juan Andrés Ossandón
- Cristián Sánchez
- Mario Cimarro

### Concours folklorique
| Pays      | Titre               | Interprète              | Auteur          | Compositeur                                | Position             |
| --------- | ------------------- | ----------------------- | --------------- | ------------------------------------------ | -------------------- |
| Chili     | Caprichosa          | Mauricio Zapata         | Lucas Saavedra  | José Saavedra                              | Meilleure Chanson    |
| Colombie  | Mudanza de piel     | Anabella y Los Juglares | Andrea Botero   | Andrea Botero, Anabella y Andrés Rodríguez | Meilleure Interprète |
| Pérou     | Tu grandeza         | Saywa                   | Victoria Porras | Victoria Porras                            | 3e place             |
| Argentine | No te vayas         | Claudio Tais            | Claudio Tais    | Claudio Tais                               | Éliminé              |
| Bolivie   | Embrujo del caporal | Rossana Marín           | Roxana Piza     | Roxana Piza                                | Éliminée             |
| Canada    | Automne             | Ça Claque               | Colin Desmarais | Mario Savard                               | Éliminée             |

### Concours international
| Pays     | Titre               | Interprète        | Auteur                       | Compositeur        | Position  |
| -------- | ------------------- | ----------------- | ---------------------------- | ------------------ | --------- |
| Italie   | Grazie a te         | Denise Faro       | Bruno Rubino y Denise Faro   | Giusseppe di Tella | 1re place |
| Mexique  | Extranjera          | Juan Solo         | Juan Alberto Solís           | Juan Alberto Solís | 2e place  |
| Panama   | La vida es bella    | Grettel Garibaldi | Grettel Garibaldi            | Grettel Garibaldi  | 3e place  |
| Chili    | Mi gran amor        | Leandro Martínez  | Iván Mena                    | Iván Mena          | Éliminé   |
| Danemark | Read my hips        | The Kat           | ThomaStengaard/Patricio Moya | Michael Garvin     | Éliminée  |
| Espagne  | Vuela, vuela, vuela | Pedro Enrique     | Alejandro Abad               | Alejandro Abad     | Éliminé   |

## Diffusion internationale
- Chilevisión et Chilevisión HD
- UCV HD
- Amérique latine A&E
- Azteca

### Sources
- (es) Cet article est partiellement ou en totalité issu de l’article de Wikipédia en espagnol intitulé « LIII Festival Internacional de la Canción de Viña del Mar » (voir la liste des auteurs).